# Campeonato Mundial de Atletismo Sub-20 de 2018 - Salto em distância masculino
A prova do salto em distância masculino do Campeonato Mundial de Atletismo Sub-20 de 2018 ocorreu entre os dias 10 e 11 de julho no Estádio de Tampere em Tampere, na Finlândia. 

## Recordes
Antes desta competição, os recordes mundiais e do campeonato nesta prova eram os seguintes:
|     | Nome             | Nacionalidade  | Distância | Local      | Data                |
| --- | ---------------- | -------------- | --------- | ---------- | ------------------- |
| WJR | Sergey Morgunov  | Rússia         | 8.35 m    | Cheboksary | 20 de junho de 2012 |
| CR  | James Stallworth | Estados Unidos | 8.20 m    | Plovdiv    | 9 de agosto de 1990 |
| WJL | Maikel Vidal     | Cuba           | 8.12 m    | Havana     | 8 de junho de 2018  |

## Medalhistas
| Ouro                | Prata              | Bronze              |
| Yuki Hashioka (JPN) | Maikel Vidal (CUB) | Wayne Pinnock (JAM) |

## Cronograma
Todos os horários são locais (UTC+2).
| Data        | Hora  | Evento       |
| ----------- | ----- | ------------ |
| 10 de julho | 11:20 | Qualificação |
| 11 de julho | 17:55 | Final        |

## Resultados

### Qualificação
Qualificação: 7,70 m (Q) ou pelo menos melhor 12 qualificado (q) 
| Posição | Grupo | Atleta               | Nacionalidade  | Tentativas | Tentativas | Tentativas | Marca  | Notas |
| Posição | Grupo | Atleta               | Nacionalidade  | 1          | 2          | 3          | Marca  | Notas |
| ------- | ----- | -------------------- | -------------- | ---------- | ---------- | ---------- | ------ | ----- |
| 1       | A     | Yuki Hashioka        | Japão          | 7.35       | 7.92       |            | 7.92   | Q     |
| 2       | B     | Wayne Pinnock        | Jamaica        | 7.76       |            |            | 7.76   | Q     |
| 3       | B     | Yugo Sakai           | Japão          | 7.69       | 7.43       | 7.49       | 7.69   | q,    |
| 4       | B     | M Sreeshankar        | Índia          | 7.60       | 7.56       | 7.68       | 7.68   | q     |
| 5       | A     | Zhou Keqi            | China          | x          | 7.65 w     | x          | 7.65 w | q     |
| 6       | B     | Andriy Avramenko     | Ucrânia        | 7.57       | 7.61       | 7.35       | 7.61   | q     |
| 7       | B     | Rayvon Allen         | Estados Unidos | 7.36       | 7.58 w     | x          | 7.58 w | q     |
| 8       | B     | Piotr Tarkowski      | Polónia        | x          | x          | 7.58       | 7.58   | q     |
| 9       | A     | Shakwon Coke         | Jamaica        | x          | 7.51 w     | 7.55       | 7.55   | q     |
| 10      | A     | Bartosz Gąbka        | Polónia        | 7.06       | 7.06       | 7.51       | 7.51   | q     |
| 11      | A     | JuVaughn Blake       | Estados Unidos | x          | 7.49       | 7.10       | 7.49   | q     |
| 12      | B     | Maikel Vidal         | Cuba           | 7.30       | x          | 7.42       | 7.42   | q     |
| 13      | A     | Sandro Diergaardt    | Namíbia        | 7.22       | 7.41 w     | 7.22       | 7.41 w |       |
| 14      | B     | Enzo Hodebar         | França         | x          | 7.01       | 7.39       | 7.39   |       |
| 15      | A     | Lester Lescay        | Cuba           | x          | 7.36 w     | x          | 7.36 w |       |
| 16      | B     | Zhang Zhanfei        | China          | 7.34       | x          | x          | 7.34   |       |
| 17      | A     | Sathyanathan Lokesh  | Índia          | 7.31       | 7.22       | x          | 7.31   |       |
| 18      | B     | Luka Herden          | Alemanha       | x          | 7.10       | 7.29       | 7.29   |       |
| 19      | A     | Dominik Pázmándi     | Hungria        | 7.17       | 7.24       | x          | 7.24   |       |
| 20      | B     | Benjamin Schmidtchen | Austrália      | 7.19       | 6.95       | 7.17       | 7.19   |       |
| 21      | A     | Weslley Beraldo      | Brasil         | x          | 6.94       | 7.19       | 7.19   |       |
| 22      | A     | Marko Čeko           | Croácia        | x          | 7.17       | 7.18       | 7.18   |       |
| 23      | A     | Andreas Samuel Bucșă | Roménia        | x          | x          | 7.15       | 7.15   |       |
| 24      | A     | Alexios Argyropoulos | Grécia         | 6.75       | 7.14       | 7.13       | 7.14   |       |
| 25      | A     | Victor Castro        | México         | 6.78       | 7.13       | x          | 7.13   |       |
| 26      | B     | Denis Rigamonti      | Itália         | x          | 6.72       | 6.43       | 6.72   |       |
| 27      | B     | Benjamin Arinze      | Nigéria        |            |            |            | DNS    |       |

### Final
A prova final foi realizada no dia 11 de julho às 17:55. 
| Posição           | Atleta           | Nacionalidade  | Tentativas | Tentativas | Tentativas | Tentativas | Tentativas | Tentativas | Marca | Notas           |
| Posição           | Atleta           | Nacionalidade  | 1          | 2          | 3          | 4          | 5          | 6          | Marca | Notas           |
| ----------------- | ---------------- | -------------- | ---------- | ---------- | ---------- | ---------- | ---------- | ---------- | ----- | --------------- |
| Medalha de ouro   | Yuki Hashioka    | Japão          | 7.91       | 7.65       | 8.03       | 7.96       | x          | 7.70       | 8.03  |                 |
| Medalha de prata  | Maikel Vidal     | Cuba           | 7.87       | 7.94       | 7.99       | 7.95       | x          | 7.94       | 7.99  |                 |
| Medalha de bronze | Wayne Pinnock    | Jamaica        | 7.90       | 7.74       | 7.83       | 7.70       | 7.82       | 7.77       | 7.90  |                 |
| 4                 | Zhou Keqi        | China          | x          | 7.85       | x          | x          | 7.73       | x          | 7.85  | Recorde pessoal |
| 5                 | Yugo Sakai       | Japão          | 7.70       | x          | x          | 7.58       | 7.79       | x          | 7.79  | Recorde pessoal |
| 6                 | M Sreeshankar    | Índia          | 7.59       | 7.75       | x          | 7.47       | 7.47       | 7.64       | 7.75  |                 |
| 7                 | Shakwon Coke     | Jamaica        | 7.23       | 7.69       | 7.51       | 7.62       | 7.60       | 7.73       | 7.73  | Recorde pessoal |
| 8                 | Andriy Avramenko | Ucrânia        | 7.12       | 7.63       | 7.50       | 7.12       | 7.35       | 7.48       | 7.63  |                 |
| 9                 | JuVaughn Blake   | Estados Unidos | 7.42       | 7.33       | 7.63       |            |            |            | 7.63  |                 |
| 10                | Rayvon Allen     | Estados Unidos | x          | 7.30       | 7.61       |            |            |            | 7.61  |                 |
| 11                | Piotr Tarkowski  | Polónia        | 7.55       | x          | 7.59       |            |            |            | 7.59  |                 |
| 12                | Bartosz Gąbka    | Polónia        | 7.44       | 7.39       | x          |            |            |            | 7.44  |                 |

Legenda
| Recorde mundial       | Recorde mundial (World record)               |                       | Recorde africano                      | Recorde africano (African) |                                           | Q | Classificado por posição (Qualified) |
| Recorde do campeonato | Recorde do campeonato (Championship record)  | Recorde da América    | Recorde da América (Americas)         | q                          | Classificado por melhor tempo (Qualified) |   |                                      |
| Melhor marca do ano   | Melhor marca do ano (World leading)          | Recorde asiático      | Recorde asiático (Asian)              | DNS                        | Não largou (Did not start)                |   |                                      |
| Recorde nacional      | Recorde nacional (National record)           | Recorde europeu       | Recorde europeu (European)            | DNF                        | Não terminou (Did not finish)             |   |                                      |
| Recorde pessoal       | Recorde pessoal do atleta (Personal best)    | Recorde da Oceania    | Recorde da Oceania (Oceania)          | DSQ / DQ                   | Desclassificado (Disqualified)            |   |                                      |
| Recorde da temporada  | Recorde da temporada do atleta (Season best) | Recorde sul-americano | Recorde sul-americano (South America) | NM                         | Sem marca (No mark)                       |   |                                      |